# Strojírenská technologie
Strojírenská technologie je obor zabývající se studiem a aplikací různých postupů, metod a nástrojů pro výrobu, zpracování a spojování materiálů. Jeho cílem zhotovení výrobků, komponentů a součástí výrobního procesu. Mezi okruhy patří:
- Strojnictví – nauka, která se zabývá předepisováním technických a technologických parametrů výrobků prostřednictvím inženýrských nákresů.
- Nauka o materiálu – nauka o vlastnostech materiálů používaných pro stavbu strojů a strojních zařízení.[2][3][4]
- Svařování – nauka o výrobě nerozebíratelných spojů vytvořených svářením a/nebo pájením.[2][1]
- Slévárenství – nauka o výrobě odlitků z různých kovů.[1]
- Obrábění – nauka o výrobě součástí (obrobků) metodami třískového obrábění.[2][3]
- Tváření – nauka o výrobě tvářených výrobků za tepla a za studena.[2][3][1]
- Měření a zkoušení – nauka o materiálových vlastnostech a výsledných parametrech hotových výrobků.[4]